# کورولوش (شهرستان چتکل)
کورولوش (به لاتین: Kurulush) یک منطقهٔ مسکونی در قرقیزستان است که در شهرستان چتکل واقع شده‌است. کورولوش ۱٬۳۳۹ نفر جمعیت دارد.